# فیلیپ یان ریمشا
فیلیپ یان ریمشا (لهستانی: Filip Jan Rymsza؛ زادهٔ ۲۹ دسامبر ۱۹۷۷) یک فیلم‌نامه‌نویس، تهیه‌کننده فیلم و کارگردان فیلم اهل لهستان است.
از فیلم‌ها یا مجموعه‌های تلویزیونی که وی در آن‌ها نقش داشته‌است می‌توان به سوی دیگر باد، مخابره گمشده و دره خدایان اشاره نمود.